# Rasul Murtazaliyev
Rasul Murtazaliyev –en ruso, Расул Муртазалиев– (20 de junio de 1988) es un deportista ruso de origen daguestano que compitió en lucha libre. Ganó una medalla de bronce en el Campeonato Europeo de Lucha de 2012, en la categoría de 60 kg.

## Palmarés internacional
| Campeonato Europeo | Campeonato Europeo | Campeonato Europeo | Campeonato Europeo |
| Año                | Lugar              | Medalla            | Categoría          |
| ------------------ | ------------------ | ------------------ | ------------------ |
| 2012               | Belgrado (Serbia)  | Medalla de bronce  | 60 kg              |